# Luigi Simona
Luigi Simona (* 10. Juni 1874 in Locarno; † 26. Februar 1968 in Pregassona) war ein Schweizer Doktor der Theologie, Pfarrer, Kunst- und Kulturhistoriker und Autor.

## Leben
Simona studierte Theologie an der Universität Gregoriana in Rom. Danach war er Priester, Pfarrer in Crana, Lavertezzo und Gentilino. Er war Propst von Agno bis 1952. Als Kunsthistoriker veröffentlichte er L’arte dello stucco nel Canton Ticino.
Im Jahr 1913 übersetzte er die Studie von Alessandro Benois Lugano e dintorni, un semenzaio di artisti und sammelte Informationen über die Künstler der Collina d’Oro (1915), welche in den Werken Artisti e antiche famiglie della Collina d’Oro (1935) und Borgo di Agno (1931) Eingang fanden. Mit vielen Festschriften arbeitete er daran, in Locarno dem Werk des Keramikers Franz Anton Bustelli Beachtung zu verschaffen, als dessen Nachkomme er galt.
Er war mit der Organizzazione cristiano-sociale del Cantone Ticino (OCST) verbunden und lebte von 1953 bis 1968 in Pregassona.

## Schriften
- La patria Svizzera. Tipografia Carlo Traversa, Lugano 1914.
- Artisti della Svizzera italiana: nuove ricerche. Typografia Berichthaus, Zürich 1931.
- Artisti della Svizzera italiana a Torino e Piemonte. Band 2, Verlag Berichthaus Zürich 1933.
- Artisti ed antiche famiglie della Collina d’oro. Tipografia Editrice, Lugano 1935.
- Scrittori ticinesi di Storia dell’Arte. Istituto editoriale ticinese, Bellinzona 1936.
- L’Arte dello Stucco nel Cantone Ticino. Parte I: Il Sopraceneri. Istituto Editoriale Ticinese, Bellinzona 1938.
- Mostra d’arte ticinese del sei e settecento nel castello di Locarno, maggio–ottobre 1938. (mit Fausto Pedrotta, Rodolfo Broggini, Riccardo Bolla, Fausto Agnelli, Walter Jesinghaus), Tipografia Vito Carminati, Locarno 1938.
- L’arte dello Stucco nel Cantone Ticino. Parte II: Il Sottoceneri. Istituto Editoriale Ticinese, Bellinzona 1949.
- Francesco Antonio Bustelli ritorna. Vito Carminati, Locarno 1945.
- Il “film” delle opere di Francesco Antonio Bustelli. Museo Civico Locarno, S.A. Grassi, Bellinzona 1956.